# Cassiope pectinata
Cassiope pectinata, bilja vrsta iz porodice vrjesovki. Izvorni areal ove vrste je od istočnog Tibeta do Kine (JZ. Sichuan, SZ. Yunnan) i S. Mjanmara. To je polugrm i prvenstveno raste u subalpinskom ili subarktičkom biomu.
Grmovi visoki 6–18 (–46) cm. Stabljike su u početku polegle, na kraju jako razgranate, oštre, žljezdaste i kratko dlakave. Lišće uspravno; lisna plojka linearno-duguljasta, 5-7 × 1-1,2 mm, u obliku čamca, kožasta, duboko izbrazdana, brazda skoro doseže vrh i divergentna blizu baze, gusto puberulozna iznutra, adaksialno jako konkavna, gola, baza 2-režnjevita, rub nije membranozan, neupadljivo nazubljen, vrh tup. Cvijet viseći. Peteljka 0,9-1,8 (-2,5) cm, gusto nabrano-tomentozna, baza s 4 resaste brakteje. Čaška ljubičastocrvena; režnjevi duguljasti ili jajasti, 2-3 mm, goli, rub opnasti. Vjenčić bijel, zvončić, 6-7 mm, gol; režnjevi uspravni, duguljasti, 2-3 mm. Prašnici 2–2,5 mm; dlakave niti. Kapsula ca. 2,5 mm u promjeru. Cvate od lipnja do kolovoza, plod (srpanj–kolovoz)

## Vanjske poveznice
|  | Zajednički poslužitelj ima još gradiva o temi Cassiope pectinata |
|  | Wikivrste imaju podatke o taksonu Cassiope pectinata             |